# أنتوني شنايدر
أنتوني شنايدر هو لاعب هوكي الجليد كندي، ولد في 17 مايو 1933 في ريجاينا في كندا.

## وصلات خارجية
- أنتوني شنايدر على موقع EliteProspects.com (الإنجليزية)
- أنتوني شنايدر على موقع HockeyDB.com (الإنجليزية)